# IC 1315
IC 1315 је група звијезда у сазвјежђу Лабуд која се налази на листи објеката дубоког неба у Индекс каталогу.
Деклинација објекта је + 30° 41' 17" а ректасцензија 20h 17m 21,7s.